# Hospoda Na Peci
Hospoda Na Peci je historická budova pohostinství z 18. století v Peci pod Sněžkou v okrese Trutnov v Královéhradeckém kraji. Roubený objekt je jako ukázka lidové architektury, reprezentující tzv. budní hospodaření v nejvýše položených partiích Krkonoš, od roku 1996 chráněn jako kulturní památka České republiky.

## Historie
Nejstarší historie Pece pod Sněžkou (původní německý název sídla byl Petzer) je spjata s hornictvím a těžbou dřeva. První zmínka o dolování v Obřím dole je z roku 1511. Do zdejšího regionu přicházeli lidé z jiných krajů Evropy, konkrétně například dřevaři z Štýrska, Korutan a Tyrolska, kteří si na vykácených prostranstvích stavěli svá obydlí neboli tzv. boudy. Osada Pec vznikla jako část Velké Úpy až koncem 16. století.
Budova hostince čp. 142 (mezi roky 1771 až 1805 měl dům pravděpodobně čp. 154) je doložená dle záznamu v maršovské matrice k roku 1772, kdy objekt patřil peckému rychtáři Hansi Davidu Hoferovi. Rychtář Hofer v tomto domě na Peckém náměstí neboli Petzerplatzu nechal zřídit hostinský podnik, nazvaný  Petzer Kretscham, tj. v překladu z němčiny Pecká krčma.

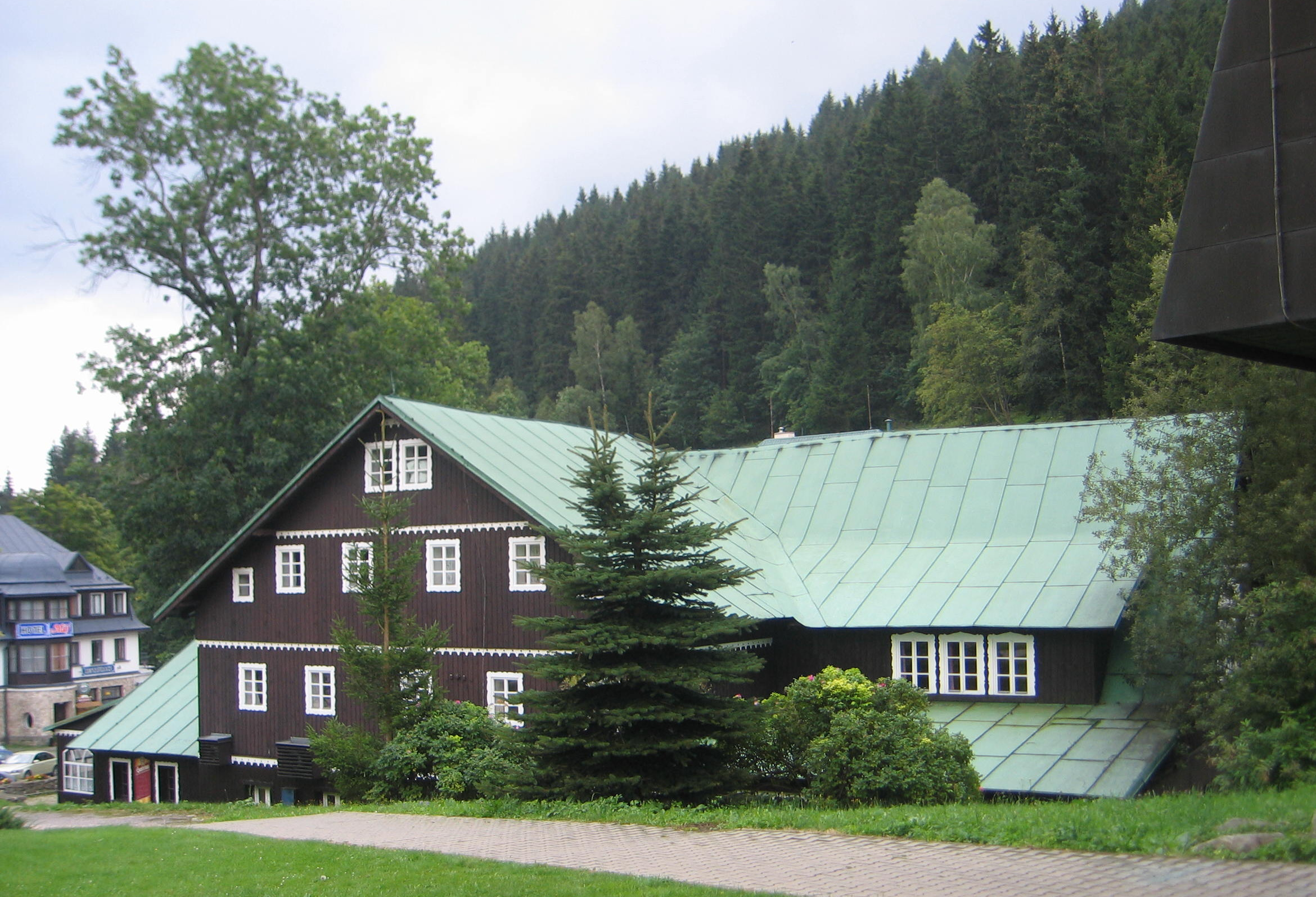
Zadní strana hostince od severu

Po Hansi Davidu Hoferovi podnik převzali jeho synové, napřed Johann Hofer a po něm Stefan Hofer. Pohostinství později zdědil nejstarší syn Stefana Hofera Robert Hofer, který však v roce 1884 zemřel vě věku 44 let. Hospodu pak provozovala jeho vdova Filippine Hoferová. která se v roce 1891 provdala za Josefa Kuhna. Kuhnovi provozovali hostinec ještě ve dvacátých letech 20. století. V domě žily také dcery Roberta Hofera Berta a Emma, provdaná Schieweková. Od roku 1939 až do znárodnění v roce 1945 provozoval hostinec Karl Schiewek, syn ovdovělé Emmy Schiewekové. Ten zde působil jako hostinský ještě po znárodnění až do roku 1948, kdy se Hospoda Na Peci stala majetkem podniku Československé hotely. Ve vlastnictví objektu se později vystřídaly podniky Restaurace a jídelny, Krkonošské hotely a Interhotel Krkonoše. Po roce 2000 se zde vyměnili soukromí majitelé.

## Popis
Hospoda Na Peci stojí nedaleko od místa, kde se spojuje údolí Zeleného potoka s údolím řeky Úpy. Od místa soutoku, kde se kromě Hospody Na Peci nachází celá řada dalších pohostinských a ubytovacích zařízení, směřuje na sever proti proudu Úpy cesta do Obřího dolu, která pak vede vzhůru až na hřeben Krkonoš a na Sněžku.
Hospoda Na Peci je roubený objekt, doplněný na východní straně dřevěnou verandou s původními jednoduchými okny, která byla k hostinci přistavěna na počátku 20. století. V přízemí budovy je křížová světnice a pět dvoukřídlých oken, rozčleněných do šesti tabulek. Přední část domu je doplněná zděným rizalitem. V zadní části budovy, kryté stejně jako veranda svislým laťováním, se nachází velký vikýř se štítem, který je rozdělený do dvou pater.